# 40-ий інженерно-саперний полк ЗС РФ
40-й інженерно-саперний полк ЗС РФ — тактичне формування інженерних військ Російської Федерації. Полк входить у склад 41-ї загальновійськової армії Центрального військового округу, створений 1 листопада 2020 року. Це єдиний у Західному Сибіру інженерно-саперний полк.
До 2012 року — 200-й окремий навчальний самохідний артилерійський дивізіон для ВДВ. Військова частина А22184. Пункт постійної дислокації — м. Ішім, Ішімського району Тюменської області, вул. Карла Маркса, 5. Військова частина А14330.

## Склад полку
До складу полку входять:
- інженерно-саперний батальйон;
- понтонно-переправний батальйон;
- інженерно-технічний батальйон;
- засоби забезпечення.

## Техніка
Техніка полку включає 130 одиниць, за мірками Росії, сучасної військової техніки:
- новітня модифікація шляхоукладача БАТ-2;
- інженерна техніка розгородження;
- плавучі транспортери;
- машини МДК-2, МДК-3;
- важкі комплекти механізованих мостів ТММ;
- засоби для розмінування УР-77.

## Бойові втрати
7 березня 2022 року під час зведення понтонно-мостової переправи через річку Десна у районі Чернігова загинув начальник штабу 40 інженерно-саперного полку (в/ч 14330, Ішим) підполковник Корник Олександр. Разом із ним загинуло 8 та отримали поранення ще 17 військовослужбовців полку. Шість тіл загиблих військовослужбовців не змогли дістати з води, їх забрало течією.
Корник Олександр згодом похований в Єкатеринбурзі. 

## Учасники вторгнення
- Костянтин Кузнєцов
- Корнік Олександр Вікторович